# Denis de Montmorency
Denis de Montmorency, mort le 23 août  1474, est un  prélat français du XVe siècle, évêque d'Arras. 

## Biographie
Denis de Montmorency appartient à la célèbre famille de ce nom. Il est fils de Jacques de Montmorency et de Philippine de Melun. 
Denis de Montmorency est doyen de Tournai et est nommé évêque d'Arras par le primat de  Reims en 1453, en vertu de la pragmatique sanction qui vient d'être reçue en France. Il a pour compétiteur Geoffroy, abbé de Luxeuil, qui avait été nommé par le pape et reconnu par le chapitre. Il y eut à cette occasion de nombreuses difficultés, mais enfin Denis, voulant faire cesser ce scandale, abdique volontairement ses fonctions épiscopales. 

## Ascendance
Denis de Montmorency descend des rois de rois de France jusque Hugues Capet